# الصياد (مسلسل)
الصياد هو مسلسل إثارة ودراما مصري عُرض سنة 2014، من تأليف عمرو سمير عاطف، وإنتاج تامر مرتضى وخالد حلمي، وإخراج أحمد مدحت، ومن بطولة يوسف الشريف، ومي سليم، وأحمد صفوت، ودينا فؤاد، وإيناس كامل، وأشرف مصيلحي. تدور الأحداث حول شاب من جهاز أمني يفقد بصره ويُستبعد من عمله، لكن يُستدعى لاحقًا للمساعدة في حل قضية قتل غامضة يعجز الجهاز عن كشفها.

## قصة المسلسل
بعد أن يفقد الضابط السابق سيف عبد الرحمن بصره في مطاردة خطيرة، يبتعد عن عمله في المباحث. لكن سلسلة جرائم قتل تستهدف ضباطًا قدامى تدفع الداخلية للاستعانة به من جديد، خاصة أنه يعرف تفاصيل قضية قديمة عن قاتل متسلسل يُدعى «الصياد».
أثناء التحقيق، يكتشف فريق المباحث خيوطًا تربط الضحايا بدورة تدريبية غامضة في الماضي. وتبدأ شخصيات مختلفة في الظهور، لكل منها أهدافها الخفية، مثل الصحافية لبنى، والمحامية مشيرة، والفتاة حلا التي تقترب من سيف لغاية مجهولة. في المقابل، يظهر أن هناك من يسرب معلومات خطيرة من داخل الجهاز الأمني.
تتشابك قضية الصياد القديمة مع الجرائم الجديدة، وتبدأ الشكوك تحوم حول ولاء بعض الشخصيات. الضابط طارق، الذي يعمل مع سيف، يبدأ في ملاحظة تناقضات في كلامه، ومع الوقت تتكشف خيوط مؤامرة يقودها شخص ذو نفوذ كبير يحرك الجميع من وراء الستار.
مع تصاعد الأحداث، تتحول القضية إلى مطاردة بين الجميع، حيث يسابق كل طرف الزمن لكشف الحقيقة قبل أن يسقط المزيد من الضحايا. وفي النهاية، تصل المواجهات إلى لحظة الحسم التي تغيّر مصير الجميع إلى الأبد.

## طاقم التمثيل
- يوسف الشريف بدور الرائد سيف عبد الرحمن
- مي سليم بدور حلا
- أحمد صفوت بدور النقيب طارق فيصل غلاب
- دينا فؤاد بدور مشيرة المحامية
- إيناس كامل بدور علياء أخت سيف[3]
- أشرف مصيلحي بدور ناجي الخليلي
- صفاء الطوخي بدور الدكتورة النفسية
- عبد الرحيم حسن بدور اللواء سامي شهاب
- نضال نجم بدور هشام البكري
- تامر ضيائي بدور العقيد حمدي
- أمير صلاح بدور النقيب وائل نصر الله
- سناء شافع بدور فيصل غلاب
- إنجي أبو زيد بدور رحمة زوجة طارق
- محمد
- هبة عبد العزيز بدور زوجة سيف
- إسماعيل شرف بدور ماجد العزازي

## وصلات خارجية
- الصياد على موقع IMDb (الإنجليزية)
- الصياد على موقع قاعدة بيانات الأفلام العربية
- الصياد على موقع قاعدة بيانات الفيلم (الإنجليزية)
- الصياد على موقع ليتربوكسد (الإنجليزية)
- الصياد على موقع قاعدة بيانات الفيلم (الإنجليزية)